# Roboto
Roboto é uma família de fontes sem serifa introduzido com a versão "Ice Cream Sandwich" do sistema operacional Android. A Google descreve a fonte como "moderna, mas acessível" e "emocional". A fonte é licenciada sob a licença Apache. A família de fontes inteira está oficialmente disponível para download gratuito em sites como o Google Fonts e Adobe Fonts. A família inclui estilos regulares e oblíquos de larguras Thin, Light, Regular, Medium, Bold, Black, e Condensed.

## Desenvolvimento
A fonte foi projetada inteiramente no próprio Google por Christian Robertson, que já tinha desenhado a Ubuntu Font através do tipo de fundição pessoal Betatype.

## Uso
A fonte é a padrão no sistema operacional Android, desde 2013. Roboto Bold é a padrão na Unreal Engine 4, e no media player Kodi.

## Exemplo de Roboto
O parágrafo seguinte está escrito em Roboto, caso esteja instalada no seu computador, senão é utilizada o tipo de letra monospace.

Design é um termo da língua inglesa que se refere a um determinado esforço criativo, seja bidimensional ou tridimensional, segundo o qual se projetam objetos ou meios de comunicação diversos para o uso humano. A tradução em português é portanto "projeto" e não "desenho", da qual é um falso cognato. Por este fato, ela é às vezes erroneamente traduzida como "desenho", mas não se refere diretamente ao ato de desenhar. Devido à influência da literatura inglesa e à baixa qualidade de algumas traduções, é comum encontrar nos países de língua portuguesa a palavra original, de forma que o profissional que trabalha na área de design (i.e. o projetista) é comumente chamado de designer.

ABCDEFGHIJKLMNOPQRSTUVWXYZ

abcdefghijklmnopqrstuvwxyz

1234567890

Exemplos de caracteres

IPA: /ɪgˈzɑːmpəl əv aɪpiːˈeɪ tɹɑːnˈskɹɪpʃən/.

Caracteres árabes: العربية.

Caracteres hebraicos: עברית.

Caracteres cirílicos: Кирилица.

Caracteres gregos: Ελληνικά.